# Темір-мост
Темі́р-мост (каз. Темір көпір) — станційне селище у складі Мугалжарського району Актюбінської області Казахстану. Входить до складу Єнбецького сільського округу.
У радянські часи селище називалось Темір.
Населення — 220 осіб (2021; 277 у 2009, 375 у 1999, 254 у 1989).